# Il capitalista
Il capitalista (Has Anybody Seen My Gal) è un film in Technicolor del 1952 diretto da Douglas Sirk.
Il film vede la prima apparizione cinematografica, in un breve ruolo, di James Dean. Il film fu rifatto come episodio della serie televisiva antologica Lux Video Theatre andato in onda il 3 maggio 1956.

## Trama
Stati Uniti d'America, "ruggenti anni venti". Samuel Fulton, multimiliardario anziano e senza parenti, decide di nominare come suoi eredi i Blaisdell, una famiglia della piccola borghesia di provincia, che non ha mai conosciuto ma che discende da una donna di cui lui si era innamorato in gioventù. Fulton decide, però, di andare a controllare, in incognito, che tipo di persone siano e si introduce in casa loro, come affittuario prima e poi come barista nel locale del capofamiglia, sotto le mentite spoglie del signor Smith, un eccentrico arzillo vecchietto che dice di essere un pittore. In tale veste tenta un esperimento, donando in forma anonima alla famiglia 100 000 dollari, per poterne giudicare i comportamenti e farsi un'idea di come potrebbero agire in caso ereditassero sul serio la sua fortuna.
Purtroppo, a seguito dell'arrivo di quel danaro le cose cambiano: la signora Blaisdell, complice i suoi complessi di inferiorità, inizia a darsi delle arie da gran dama, insiste affinché il marito venda il negozio e obbliga la figlia Milli a rompere il suo felice fidanzamento per legarsi ad un giovane della buona società, che in realtà è un poco di buono. Come se non bastasse, il figlio Howard si lascia coinvolgere in una bisca d'azzardo, mentre la stessa Milli viene portata dal nuovo fidanzato in un locale clandestino dove ci sarebbe stata una retata. Ad ogni modo ogni seria conseguenza viene evitata dal paterno e tempestivo agire del Signor Smith, che, non perdendo d'occhio i due ragazzi, riesce a far fuggire Milli prima dell'arrivo della polizia e a riscattare la cambiale di Howard, prima di essere sorpreso dalle forze dell'ordine. In entrambi i salvataggi viene arrestato al posto dei giovani Blaisdell e liberato solo dietro cauzione.
Alla fine tutto si risolve quando il danaro, male amministrato, finisce e allora, con sommo rammarico della signora Blaisdell, ogni cosa può tornare com'era prima: un onesto lavoro da piccolo commerciante per il signor Blaisdell, una vita da casalinga per la signora Blaisdell e, soprattutto, la possibilità per Milli di sposare l'uomo che ama. Visto tutto quello che c'era da vedere, il Signor Smith/Fulton saluta tutti e va via, senza rivelare la sua identità alla famiglia alla quale, sicuro che oramai la lezione sia stata imparata, destinerà ugualmente tutti i suoi beni.

## Produzione
Il film, diretto da Douglas Sirk su una sceneggiatura di Joseph Hoffman con il soggetto di Eleanor H. Porter, fu prodotto da Ted Richmond per la Universal International Pictures e girato negli Universal Studios a Universal City in California. Il titolo di lavorazione fu Oh Money, Money.

## Distribuzione
Il film fu distribuito negli Stati Uniti nel 1952 dalla Universal Pictures. Il trailer del film fu il primo a contenere scene miste animate e filmate dal vivo. Il punto interrogativo nel titolo non è presente nei crediti che appaiono nel film mentre è presente in locandine e in diverse fonti odierne.
Altre distribuzioni:
- negli Stati Uniti il 25 giugno 1952 (Los Angeles, California)
- negli Stati Uniti il 4 luglio 1952 (New York City, New York)
- in Finlandia l'8 maggio 1953 (Ei rikkautta, vaan rakkautta)
- in Svezia il 14 settembre 1953 (Dollarflickan)
- in Turchia il 20 marzo 1955 (Sonradan Görenler)
- in Portogallo il 2 luglio 1957 (Viram a Minha Noiva?)
- in Francia il 13 settembre 1973 (Qui donc a vu ma belle?)
- in Germania Ovest il 11 novembre 1973 (Hat jemand meine Braut gesehen?, in TV)
- in Danimarca il 7 settembre 1975 (En millionær kommer til byen, in TV)
- in Spagna (¿Has visto a mi chica?)
- in Messico (Lo que hace el dinero, in TV)
- in Brasile (Sinfonia Prateada)
- in Italia (Il capitalista)

## Critica
Secondo il Morandini il film, tra i minori del regista, "è il più gentile e nostalgico e il più 'americano': sembra una parabola alla Brecht, riveduta e corretta da Frank Capra". Il film si avvarrebbe in particolare di una "briosa ambientazione, un uso intelligente delle canzoni e un Charles Coburn mattatore. Secondo Leonard Maltin il film è una "piacevole e leggera commedia nostalgica", in cui "la performance di Coburn è il vero show".